# Кокран, Барбара
Ба́рбара Энн Ко́кран-Уи́льямс (англ. Barbara Ann Cochran-Williams; род. 4 января 1951, Клермонт) — американская горнолыжница, специалистка по слалому и гигантскому слалому. Выступала за сборную США по горнолыжному спорту в 1968—1974 годах, чемпионка зимних Олимпийских игр в Саппоро, чемпионка мира, победительница трёх этапов Кубка мира, двукратная чемпионка американского национального первенства. Была представлена на коллекционных карточках Supersisters.

## Биография
Барбара Кокран родилась 4 января 1951 года в городе Клермонт штата Нью-Гэмпшир, США. Росла в большой спортивной семье, с 1961 года владевшей горнолыжным курортом в Ричмонде. Впервые встала на лыжи в возрасте четырёх лет и затем проходила подготовку под руководством своего отца Микки Кокрана.
Впервые заявила о себе в 1966 году, выиграв национальное первенство среди юниоров в программе гигантского слалома.
В 1968 году вошла в основной состав американской национальной сборной и дебютировала в Кубке мира. Год спустя на многих этапах уже входила в десятку сильнейших, а по итогам сезона заняла в зачёте слалома девятое место.
Первым по-настоящему успешным сезоном для Кокран оказался сезон 1969/70, когда на различных этапах она выиграла в слаломе и гигантском слаломе три бронзовые медали и пять серебряных, тогда как на этапе в югославском Мариборе завоевала золото. При этом в общем зачёте слалома была второй, уступив только француженке Ингрид Лаффорг. Также побывала на чемпионате мира в Валь-Гардене, откуда привезла награду серебряного достоинства — в слаломе вновь проиграла Лаффорг.
В 1971 году одержала две победы на этапах Кубка мира, взяла два серебра и бронзу, расположившись в итоговом протоколе слалома на третьей строке.
Благодаря череде удачных выступлений удостоилась права защищать честь страны на зимних Олимпийских играх 1972 года в Саппоро — в гигантском слаломе заняла лишь одиннадцатое место, в то время как в слаломе обычном по сумме двух попыток обошла всех своих соперниц, в частности на 0,02 секунды опередила ближайшую преследовательницу Даниэль Дебернар из Франции, и завоевала тем самым золотую олимпийскую медаль. Поскольку на этих Играх также разыгрывалось мировое первенство, дополнительно получила титул чемпионки мира по горнолыжному спорту.
Впоследствии Барбара Кокран оставалась действующей профессиональной спортсменкой вплоть до 1974 года, добавив в послужной список ещё две награды Кубка мира и выступив на мировом первенстве в Санкт-Морице, где заняла шестое место в гигантском слаломе. В течение своей спортивной карьеры в общей сложности 45 раз попадала в десятку сильнейших на различных этапах Кубка мира, в том числе 18 раз поднималась на подиум и трижды была победительницей. Является, помимо всего прочего, двукратной чемпионкой США по горнолыжному спорту. За выдающиеся спортивные достижения в 1976 году была введена в Национальный зал славы лыжного спорта.
После завершения спортивной карьеры окончила Вермонтский университет и вышла замуж за Рона Уильямса. Написала книгу о горнолыжном спорте Skiing for Women, какое-то время писала статьи для газеты The Washington Post. Позже с семьёй переехала на постоянное жительство в городок Старксборо, где занималась бизнесом, открыв компанию Golden Opportunities in Sports, Business, and Life.

## Семья
Родственники Барбары также были известными горнолыжниками
- Сестра Мэрилин (род. 1950) выступала на Олимпийских играх 1972 года
- Брат Боб (род. 1951) выступал на Олимпийских играх 1972 года
- Сестра Линди (род. 1953) выступала на Олимпийских играх 1976 года
- Племянник Джимми (род. 1981, сын Боба) выступал на Олимпийских играх 2006 и 2010 годов
- Сын Райан Кокран-Сигл (род. 1992) — серебряный призёр Олимпийских игр 2022 в супергиганте.[3]